# 山本覚
山本 覚（やまもとさとる、1982年（昭和57年） - ）は、日本の実業家。電通デジタル執行役員、データ&AI部門長。データアーティスト株式会社元代表取締役社長。東京大学未来ビジョン研究センター共同研究員。産学の両側面からマーケテイング領域を主としたAIソリューションを開発。

## 経歴

### 学歴
- 2005年3月 慶應義塾大学応用化学科卒業
- 2007年9月 慶應義塾大学大学院理工学研究科退学
- 2009年3月 東京大学大学院理学系研究科物理学専攻修士課程修了
- 2011年3月 東京大学大学院技術経営戦略学専攻博士課程退学

### 職歴
- 2011年7月 アイオイクス株式会社入社
- 2013年6月 データアーティスト株式会社設立
- 2018年2月 データアーティスト社株式売却により 株式会社電通（現・株式会社電通グループ）に参画
- 2018年4月 東京大学未来ビジョン研究センター共同研究員就任
- 2018年8月 電通データアーティストモンゴル設立
- 2023年4月 電通デジタル執行役員就任

慶応義塾大学・大学院時代はインプラントの表面修飾などの生体内における物理化学を研究。東京大学大学院物理学専攻修士課程にて、二次元電子系等の半導体物理を研究し修士号を取得。東京大学大学院技術経営戦略学専攻博士課程では、坂田一郎・松尾豊のもと、セマンティックウェブ、疫学へのAI活用など、現在の礎となるAIに関して研究。
アイオイクス社ではAIを搭載したABテストツール『DLPO』のプロダクトマネージャーに就任。同サービスを別会社化することで、現データアーティスト株式会社を設立、代表取締役就任。視聴率予測エンジン、各種DMP、広告バナー自動生成エンジン、トレンド予測エンジン、コミュニケーションAIキャラクターなど、マーケティング領域におけるAI開発に努める。テレビ東京『今日からやる会議』『正解の無いクイズ』や日経新聞などのメディアに多数取り上げられる。
2018年からは東京大学未来ビジョン研究センターの共同研究員として産学連携に取り組む。東京大・東京工業大学などにおいて定期的に講義を実施。

## 著書
- 『データ分析の進め方 及び AI・機械学習導入の指南』情報機構 共著2020年7月
- 『AI × ビッグデータ マーケティング』マイナビ出版2017年8月
- 『売れるロジックの見つけ方』宣伝会議 共著2015年1月

## 論文
下記を参照。
- 研究実績 - 東京大学大学院工学系研究科総合研究機構イノベーション政策研究センター
- 佐々木一 - researchmap（山本との共同執筆論文が含まれる）